# Smacks

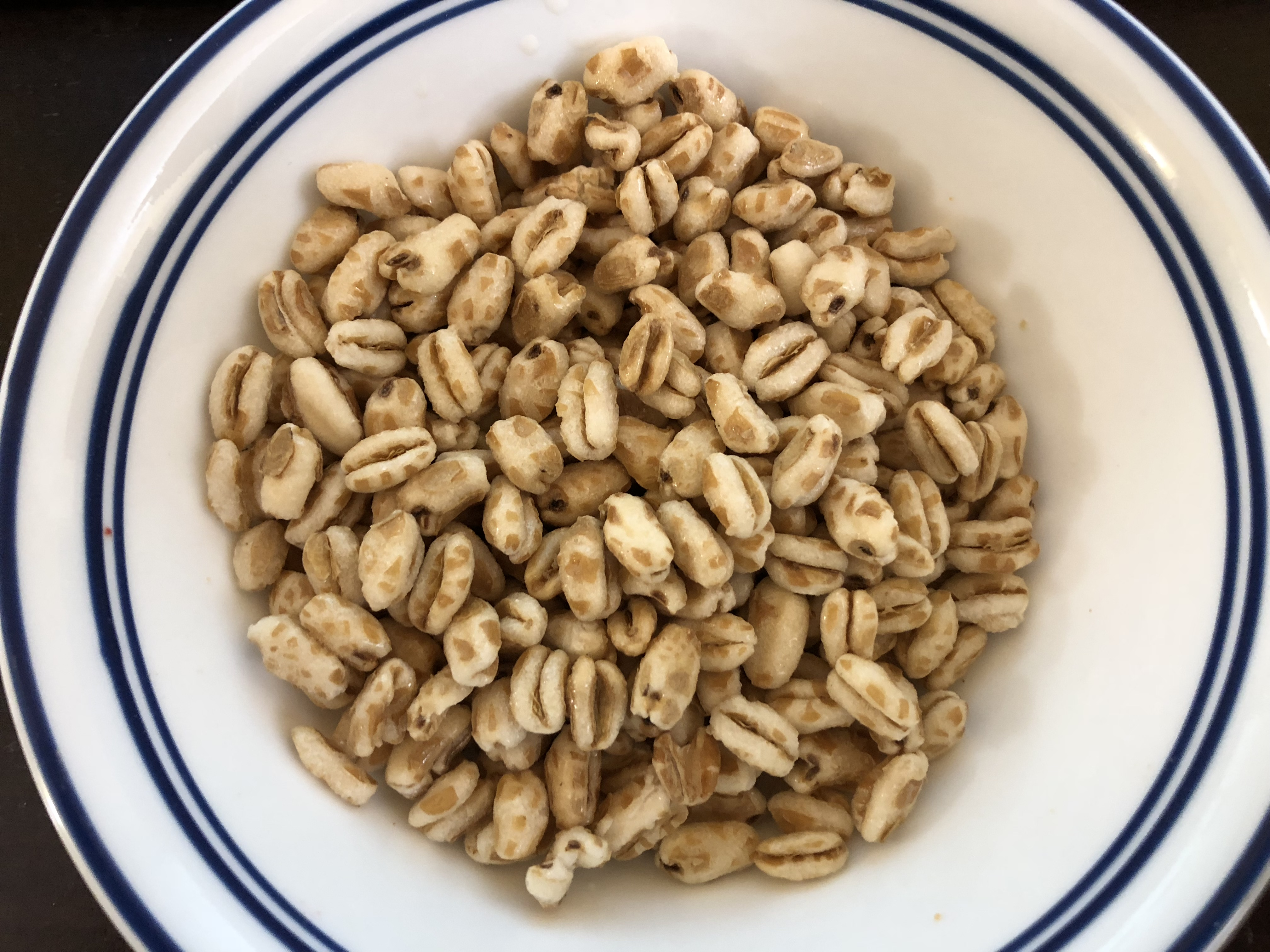
Un bol de Smacks.

Les Smacks sont des céréales de petit déjeuner de Kellogg's, mises sur le marché en 1952 et commercialisé en France depuis 1975. 
Le nom de ce produit était originellement Sugar Smacks. Durant les années 1980, son nom change en Honey Smacks.
Sa mascotte Smacks était appelée à l'origine Dig'em, c'est-à-dire « j'les aime » en français.
En 1972, 20 ans après leur lancement, les céréales Smacks adoptent une grenouille comme mascotte.
En 1984, elle sera remplacée brièvement par un ours répondant au nom de Wally. Cependant, face aux protestations des consommateurs, Kellog's rétablira rapidement la grenouille Smacks en face avant de ses paquets de blé soufflé au caramel.

## Composition
Grains de blé soufflés au sucre et au sirop de glucose (sucre) avec 1 % de miel. Riche en fibres, très riche en glucides (donc en sucres, un bol de Smacks contenant l’équivalent d'environ 9 morceaux de sucre). Enrichi artificiellement en vitamines du groupe B (vitamines de synthèse), en calcium et en fer.